# Botanophila trifurcata
Botanophila trifurcata är en tvåvingeart som först beskrevs av Huckett 1947.  Botanophila trifurcata ingår i släktet Botanophila och familjen blomsterflugor. Inga underarter finns listade i Catalogue of Life.